# Фукиагэ, Сатаро
Сатаро Фукиагэ (яп. 吹上 佐太郎 Фукиагэ Сатаро:, Февраль 1889 — 28 сентября 1926) — японский серийный убийца и насильник. Он убил по меньшей мере 7 девочек. Свою первую жертву убил в 1906 году и ещё 6 в 1923—1924 годах.

## Биография
Родился в Киото. Семья отправила Сатаро на работу, когда ему было 9 лет. В Восточной Азии это считается возрастом самостоятельности. Он часто менял работу. В 12 он был арестован за кражу. Фукиагэ выучил математику и ещё некоторые науки в течение двух месяцев, что он провёл в тюрьме. Был арестован за кражу повторно вскоре после освобождения, и весь срок второго заключения учился в тюрьме. В возрасте 17 лет у Фукиагэ был секс с 54-летней женщиной. Впоследствии он изнасиловал её 11-летнюю дочь и ещё пару девушек в их районе. 24 сентября 1906 года Сатаро изнасиловал и убил 11-летнюю девочку. Он был осуждён. В тюрьме изучал труды Конфуция, Сократа и Аристотеля.
Он был освобождён в 1922 году и нашёл работу, но был вскоре уволен в связи с его криминальным прошлым. В апреле 1923 года был арестован за приставание к 4-летней девочке, но был освобождён. Был снова арестован 28 июля 1924 года по подозрению в убийстве. Признался в 13 убийствах, но позже отказался от признания, настаивая на том, что убил только 6 девочек. Под следствием написал книгу. Он был приговорён к смертной казни 17 мая 1925 года. Верховный суд Японии подтвердил смертный приговор 2 июля 1926 года. Сатаро Фукиагэ был повешен 28 сентября 1926 года. В своей книге он попросил родителей заботиться о своих детях.